# 12 Samodzielna Armia Obrony Powietrznej
12 Armia Obrony Powietrznej (12-я отдельная армия ПВО (12 ОА ПВО)) – związek operacyjny Sił Zbrojnych ZSRR.

## Struktura organizacyjna
W latach 1991–1992
- dowództwo – Taszkient

korpusy i dywizje OP
- 27 Korpus Obrony Powietrznej – Ałma Ata
- 33 Dywizja Obrony Powietrznej – Aszchabad
- 15 Dywizja Obrony Powietrznej – Samarkanda

lotnictwo myśliwskie OP
- 9 Odeski pułk lotnictwa myśliwskiego – Czyrcyk
- 157 pułk lotnictwa myśliwskiego – Ak-tepe
- 179 pułk lotnictwa myśliwskiego – Krasnowodzk
- 715 pułk lotnictwa myśliwskiego – Ługowoje